# Boo Buie
Daniel Richard "Boo" Buie III (Nova Iorque, 7 de dezembro de 1999) é um jogador norte-americano de basquete profissional que atualmente joga pelo New York Knicks da National Basketball Association (NBA) e no Westchester Knicks da G-League.
Ele jogou basquete universitário pela Universidade do Noroeste da Big Ten Conference.

## Início da vida e carreira no ensino médio
Buie cresceu em Albany, Nova York, e inicialmente frequentou a Troy High School. Após seu segundo ano, ele se transferiu para a Gould Academy em Bethel, Maine. Na sua primeira temporada em Gould, Buie teve médias de 27 pontos, seis rebotes, cinco assistências e três roubos de bola. Buie se comprometeu a jogar basquete universitário pela Universidade do Noroeste, rejeitando ofertas de St. Bonaventure, UMass e Boston University.

## Carreira universitária
Buie jogou em 26 partidas, 11 como titular, em sua temporada de calouro na Universidade do Noroeste com média de 10,3 pontos, terminando como segundo da equipe com 63 assistências e 17 roubos de bola. Em sua segunda temporada, ele manteve a média de 10,3 pontos e liderou a equipe com 41 cestas de três pontos e 96 assistências. Na sua terceira temporada, Buie teve médias de 14,1 pontos, 4,3 assistências e 2,5 rebotes. Em sua última temporada, ele foi nomeado para a Primeira-Equipe da Big Ten e para a Segunda-Equipe pelos treinadores da liga. Ele terminou essa temporada com médias de 17,3 pontos, 4,5 assistências e 3,4 rebotes.
Buie declarou que retornaria para uma quinta temporada universitária em 8 de maio de 2023. Em 15 de fevereiro de 2024, Buie marcou seu 2.000º ponto na carreira. Uma semana depois, em 22 de fevereiro, ele superou John Shurna (2.038 pontos) e se tornou o maior pontuador de todos os tempos da Universidade do Noroeste. Buie se declarou para o draft da NBA de 2024 após a eliminação da equipe na segunda rodada do Torneio da NCAA de 2024.

## Carreira profissional

### Nova York / Westchester Knicks (2024–Presente)
Após não ser escolhido no draft da NBA de 2024, Buie se juntou ao Phoenix Suns para a Summer League de 2024. Em 7 de outubro de 2024, ele assinou com o New York Knicks, mas foi dispensado dois dias depois. Em 28 de outubro, ele se juntou ao Westchester Knicks da G-League. Em 5 de novembro, Buie assinou um contrato de duas vias com o New York Knicks.

## Estatísticas da carreira

### Universitário
| Ano      | Equipe       | PJ  | PT  | MPJ  | AP   | 3P   | LL   | RT  | AS  | BR  | TO | PPJ  |
| -------- | ------------ | --- | --- | ---- | ---- | ---- | ---- | --- | --- | --- | -- | ---- |
| 2019–20  | Northwestern | 26  | 11  | 25.0 | .376 | .282 | .708 | 2.1 | 2.4 | .7  | .1 | 10.3 |
| 2020–21  | Northwestern | 24  | 19  | 26.9 | .369 | .360 | .782 | 2.3 | 4.0 | .6  | .0 | 10.3 |
| 2021–22  | Northwestern | 31  | 30  | 29.5 | .397 | .341 | .796 | 2.5 | 4.3 | .8  | .1 | 14.1 |
| 2022–23  | Northwestern | 34  | 34  | 34.9 | .406 | .318 | .869 | 3.4 | 4.5 | 1.1 | .1 | 17.3 |
| 2023–24  | Northwestern | 31  | 31  | 36.6 | .441 | .431 | .847 | 3.4 | 5.2 | 1.3 | .1 | 18.9 |
| Carreira | Carreira     | 146 | 125 | 30.5 | .397 | .346 | .800 | 2.7 | 4.0 | .9  | .0 | 14.1 |

Fonte:

## Vida pessoal
O meio-irmão de Buie, Talor Battle, jogou basquete universitário em Penn State e profissionalmente no exterior. Talor Battle se juntou ao programa de basquete masculino da Universidade do Noroeste como assistente técnico em maio de 2021, ficando com a equipe de Buie durante suas três últimas temporadas antes de deixar a universidade. Em junho de 2024, ele foi nomeado para a comissão técnica de Ohio State.

## Links externos
- Biografia dos Northwestern Wildcats